# Podkraj pri Zagorju
Podkraj pri Zagorju je naselje v Občini Zagorje ob Savi.